# Verein für Rasenspiele 1921 Aalen 2018-2019
Questa voce raccoglie le informazioni riguardanti il Verein für Rasenspiele 1921 Aalen nelle competizioni ufficiali della stagione 2018-2019.

## Stagione
Nella stagione 2018-2019 l'Aalen, allenato da Argirios Giannikīs e Rico Schmitt, concluse il campionato di 3. Liga al 20º posto e fu retrocesso in Regionalliga.

## Rosa
| N. |                        | Ruolo | Calciatore              |
| -- | ---------------------- | ----- | ----------------------- |
| 1  | Germania (bandiera)    | P     | Daniel Bernhardt        |
| 2  | Germania (bandiera)    | C     | Mart Ristl              |
| 4  | Francia (bandiera)     | D     | Yannis Letard           |
| 5  | Germania (bandiera)    | D     | Marian Sarr             |
| 6  | Stati Uniti (bandiera) | C     | Royal-Dominique Fennell |
| 6  | Germania (bandiera)    | C     | Tim Grupp               |
| 7  | Germania (bandiera)    | C     | Mattia Trianni          |
| 8  | Germania (bandiera)    | C     | Lukas Lämmel            |
| 10 | Germania (bandiera)    | A     | Matthias Morys          |
| 11 | Germania (bandiera)    | C     | Nicolás Sessa           |
| 13 | Germania (bandiera)    | D     | Clemens Schoppenhauer   |
| 14 | Germania (bandiera)    | D     | Marvin Büyüksakarya     |
| 15 | Germania (bandiera)    | A     | Nils Anhölcher          |
| 16 | Germania (bandiera)    | D     | Thomas Geyer            |

| N. |                     | Ruolo | Calciatore            |
| -- | ------------------- | ----- | --------------------- |
| 17 | Germania (bandiera) | D     | Sascha Traut          |
| 18 | Germania (bandiera) | C     | Patrick Funk          |
| 19 | Francia (bandiera)  | A     | Mohamed Amelhaf       |
| 20 | Germania (bandiera) | D     | Johannes Bühler       |
| 22 | Germania (bandiera) | P     | Raif Husic            |
| 23 | Germania (bandiera) | D     | Patrick Schorr        |
| 24 | Germania (bandiera) | A     | Luca Schnellbacher    |
| 25 | Croazia (bandiera)  | A     | Petar Slišković       |
| 26 | Germania (bandiera) | C     | Noah Feil             |
| 28 | Germania (bandiera) | P     | Matthias Layer        |
| 29 | Germania (bandiera) | D     | Antonios Papadopoulos |
| 30 | Germania (bandiera) | D     | Marc Onuoha           |
| 33 | Germania (bandiera) | D     | Torben Rehfeldt       |
| 37 | Svizzera (bandiera) | C     | Stephan Andrist       |

## Organigramma societario
Area tecnica
- Allenatore: Rico Schmitt
- Allenatore in seconda: Jan Kilian, Sandro Stuppia
- Preparatore dei portieri: Timo Reus, Erol Sabanov
- Preparatori atletici: Achim Hägele, Kathrin Heisig

## Calciomercato

### Sessione estiva
| Acquisti | Acquisti                | Acquisti         | Acquisti |
| R.       | Nome                    | da               | Modalità |
| -------- | ----------------------- | ---------------- | -------- |
| C        | Tim Grupp               | Astoria Walldorf |          |
| C        | Nicolás Sessa           | Stoccarda II     |          |
| C        | Mart Ristl              | Sochaux          |          |
| A        | Nils Anhölcher          | Hoffenheim II    |          |
| D        | Marvin Büyüksakarya     | Wiedenbrück      |          |
| C        | Royal-Dominique Fennell | Hallescher       |          |
| C        | Patrick Funk            | Wehen Wiesbaden  |          |
| D        | Yannis Letard           | Guingamp (CFA)   |          |
| D        | Marc Onuoha             | Aalen U19        |          |
| D        | Marian Sarr             | Wolfsburg II     |          |
| A        | Myroslav Slavov         | Chemnitz         |          |

| Cessioni | Cessioni              | Cessioni           | Cessioni |
| R.       | Nome                  | a                  | Modalità |
| -------- | --------------------- | ------------------ | -------- |
| A        | Myroslav Slavov       | Vendsyssel         |          |
| A        | Gerrit Wegkamp        | Sportfreunde Lotte |          |
| D        | Robert Müller         | Uerdingen 05       |          |
| C        | Rico Preißinger       | Magdeburgo         |          |
| C        | Daniel Stanese        | Energie Cottbus    |          |
| C        | Sebastian Vasiliadis  | Paderborn          |          |
| C        | Maximilian Welzmüller | Bayern Monaco II   |          |

### Sessione invernale
| Acquisti | Acquisti              | Acquisti          | Acquisti |
| R.       | Nome                  | da                | Modalità |
| -------- | --------------------- | ----------------- | -------- |
| C        | Stephan Andrist       | Wehen Wiesbaden   |          |
| P        | Timo Königsmann       | Greuther Fürth II |          |
| A        | Petar Slišković       | Viktoria Berlino  |          |
| D        | Clemens Schoppenhauer | St. Pauli         |          |
| A        | Mohamed Amelhaf       | Poperinge         |          |

| Cessioni | Cessioni           | Cessioni               | Cessioni |
| R.       | Nome               | a                      | Modalità |
| -------- | ------------------ | ---------------------- | -------- |
| C        | Marcel Bär         | Eintracht Braunschweig |          |
| C        | Natsuhiko Watanabe | Memmingen              |          |

## Risultati

### 3. Liga

#### Girone di andata
| Arbitro: | Badstübner |

|           |           |                          |
| Morys 61’ | Marcatori | 73’ Reddemann 84’ Kyereh |

| Unterhaching 4 agosto 2018, ore 14:00 CEST 2ª giornata | Unterhaching | 0 – 0 referto | Aalen | Sportpark Unterhaching (2 800 spett.)\| Arbitro: \| Siewer \| |
| Arbitro:                                               | Siewer       |               |       |                                                               |

| Arbitro: | Sather |

|                            |           |                          |
| Traut 3’ Morys 8’ Sarr 37’ | Marcatori | 31’ Mast 81’ Skarlatidis |

| Arbitro: | Börner |

|             |           |  |
| Leugers 83’ | Marcatori |  |

| Arbitro: | Bokop |

|           |           |                                            |
| Ristl 77’ | Marcatori | 19’ Karger 39’, 54’ Abruscia 85’ Bekiroğlu |

| Arbitro: | Haslberger |

|            |           |           |
| Hingerl 7’ | Marcatori | 54’ Morys |

| Arbitro: | Rafalski |

|                                          |           |             |
| Bär 14’, 47’ Sessa 25’ Schnellbacher 89’ | Marcatori | 85’ Dadaşov |

| Arbitro: | Hussein |

|          |           |  |
| Ajani 2’ | Marcatori |  |

| Arbitro: | Müller |

|         |           |                                |
| Bär 49’ | Marcatori | 33’ Fink 59’ Lorenz 71’ Pourié |

| Arbitro: | Börner |

|                              |           |                                            |
| Fennell 24’ (aut.) Frick 89’ | Marcatori | 2’ Fennell 36’ (aut.) Antonitsch 82’ Sessa |

| Arbitro: | Ittrich |

|  |           |           |
|  | Marcatori | 55’ Scheu |

| Jena 19 ottobre 2018, ore 19:00 CEST 12ª giornata | Carl Zeiss Jena | 0 – 0 referto | Aalen | Ernst-Abbe-Sportfeld (5 142 spett.)\| Arbitro: \| Hanslbauer \| |
| Arbitro:                                          | Hanslbauer      |               |       |                                                                 |

| Arbitro: | Brütting |

|           |           |                         |
| Sessa 33’ | Marcatori | 67’ Kühlwetter 74’ Huth |

| Arbitro: | Rafalski |

|           |           |            |
| Chato 71’ | Marcatori | 60’ Schorr |

| Arbitro: | Sather |

|           |           |            |
| Morys 79’ | Marcatori | 53’ Heider |

| Arbitro: | Müller |

|                       |           |  |
| Beister 6’ Kefkir 56’ | Marcatori |  |

| Arbitro: | Hanslbauer |

|                      |           |              |
| Becker 60’ Nyman 83’ | Marcatori | 18’, 87’ Bär |

| Arbitro: | Bokop |

|                                |           |                             |
| Bär 13’ Morys 49’ Rehfeldt 67’ | Marcatori | 24’, 65’ Mamba 90’ Rangelov |

| Arbitro: | Brütting |

|            |           |         |
| Breier 90’ | Marcatori | 62’ Bär |

#### Girone di ritorno
| Arbitro: | Schultes |

|                     |           |           |
| Kyereh 11’ Dams 27’ | Marcatori | 21’ Morys |

| Arbitro: | Bramlage |

|                                       |           |                    |
| Morys 9’, 67’ Slišković 30’ Sessa 82’ | Marcatori | 70’ Kiomourtzoglou |

| Arbitro: | Bokop |

|                              |           |           |
| Skarlatidis 24’ Schuppan 90’ | Marcatori | 67’ Morys |

| Arbitro: | Lechner |

|             |           |                     |
| Andrist 42’ | Marcatori | 26’ Guder 90’ Undav |

| Arbitro: | Skorczyk |

|                    |           |                   |
| Wein 83’ Owusu 88’ | Marcatori | 48’ Schnellbacher |

| Arbitro: | Hussein |

|             |           |             |
| Fennell 33’ | Marcatori | 10’ Röttger |

| Arbitro: | Zorn |

|                                           |           |  |
| Klingenburg 7’ Cueto 60’, 67’ Kittner 81’ | Marcatori |  |

| Arbitro: | Waschitzki-Günther |

|  |           |           |
|  | Marcatori | 45’ Ajani |

| Arbitro: | Lechner |

|  |           |                                         |
|  | Marcatori | 12’ Schnellbacher 15’ Geyer 80’ Andrist |

| Arbitro: | Schultes |

|               |           |           |
| Slišković 30’ | Marcatori | 14’ König |

| Arbitro: | Hanslbauer |

|              |           |           |
| Eberwein 52’ | Marcatori | 85’ Ristl |

| Arbitro: | Winter |

|                   |           |           |
| Schoppenhauer 39’ | Marcatori | 41’ Tietz |

| Arbitro: | Lossius |

|  |           |               |
|  | Marcatori | 88’ Slišković |

| Arbitro: | Stegemann |

|               |           |                       |
| Slišković 59’ | Marcatori | 32’ Chato 83’ Straith |

| Arbitro: | Weickenmeier |

|                   |           |  |
| Agu 28’ Girth 88’ | Marcatori |  |

| Arbitro: | Schultes |

|                         |           |                                   |
| Slišković 71’ Sessa 81’ | Marcatori | 11’, 46’, 90’ Osawe 61’ Rodríguez |

| Arbitro: | Lechner |

|           |           |                      |
| Geyer 76’ | Marcatori | 4’, 44’, 56’ Hofmann |

| Arbitro: | Storks |

|                          |           |                  |
| Gjasula 12’ Matuwila 77’ | Marcatori | 31’ (rig.) Sessa |

| Arbitro: | Wollenweber |

|               |           |           |
| Slišković 83’ | Marcatori | 76’ Bülow |

## Statistiche

### Statistiche di squadra
| Competizione | Punti | In casa | In casa | In casa | In casa | In casa | In casa | In trasferta | In trasferta | In trasferta | In trasferta | In trasferta | In trasferta | Totale | Totale | Totale | Totale | Totale | Totale | DR  |
| Competizione | Punti | G       | V       | N       | P       | Gf      | Gs      | G            | V            | N            | P            | Gf           | Gs           | G      | V      | N      | P      | Gf     | Gs     | DR  |
| ------------ | ----- | ------- | ------- | ------- | ------- | ------- | ------- | ------------ | ------------ | ------------ | ------------ | ------------ | ------------ | ------ | ------ | ------ | ------ | ------ | ------ | --- |
| 3. Liga      | 31    | 19      | 3       | 6       | 10      | 28      | 36      | 19           | 3            | 7            | 9            | 17           | 26           | 38     | 6      | 13     | 19     | 45     | 62     | -17 |
| Totale       | 31    | 19      | 3       | 6       | 10      | 28      | 36      | 19           | 3            | 7            | 9            | 17           | 26           | 38     | 6      | 13     | 19     | 45     | 62     | -17 |

### Andamento in campionato
| Giornata  | 1  | 2  | 3  | 4  | 5  | 6  | 7  | 8  | 9  | 10 | 11 | 12 | 13 | 14 | 15 | 16 | 17 | 18 | 19 | 20 | 21 | 22 | 23 | 24 | 25 | 26 | 27 | 28 | 29 | 30 | 31 | 32 | 33 | 34 | 35 | 36 | 37 | 38 |
| --------- | -- | -- | -- | -- | -- | -- | -- | -- | -- | -- | -- | -- | -- | -- | -- | -- | -- | -- | -- | -- | -- | -- | -- | -- | -- | -- | -- | -- | -- | -- | -- | -- | -- | -- | -- | -- | -- | -- |
| Luogo     | C  | T  | C  | T  | C  | T  | C  | T  | C  | T  | C  | T  | C  | T  | C  | T  | T  | C  | T  | T  | C  | T  | C  | T  | C  | T  | C  | T  | C  | T  | C  | T  | C  | T  | C  | C  | T  | C  |
| Risultato | P  | N  | V  | P  | P  | N  | V  | P  | P  | V  | P  | N  | P  | N  | N  | P  | N  | N  | N  | P  | V  | P  | P  | P  | N  | P  | P  | V  | N  | N  | N  | V  | P  | P  | P  | P  | P  | N  |
| Posizione | 14 | 15 | 12 | 13 | 18 | 16 | 15 | 16 | 18 | 15 | 19 | 17 | 18 | 18 | 18 | 18 | 19 | 19 | 19 | 19 | 19 | 19 | 19 | 20 | 20 | 20 | 20 | 20 | 20 | 20 | 20 | 20 | 20 | 20 | 20 | 20 | 20 | 20 |

Legenda:

Luogo: C = Casa; T = Trasferta. Risultato: V = Vittoria; N = Pareggio; P = Sconfitta.

### Statistiche dei giocatori
| M. Amelhaf       | 7  | 0 | 0  | 0 |
| S. Andrist       | 10 | 2 | 1  | 0 |
| N. Anhölcher     | 0  | 0 | 0  | 0 |
| D. Bernhardt     | 37 | 0 | 3  | 0 |
| M. Bär           | 19 | 7 | 3  | 0 |
| J. Bühler        | 9  | 0 | 2  | 0 |
| M. Büyüksakarya  | 25 | 0 | 1  | 1 |
| N. Feil          | 1  | 0 | 0  | 0 |
| R. Fennell       | 35 | 2 | 13 | 0 |
| P. Funk          | 32 | 0 | 8  | 0 |
| T. Geyer         | 37 | 2 | 1  | 0 |
| R. Husic         | 1  | 0 | 0  | 0 |
| T. Königsmann    | 0  | 0 | 0  | 0 |
| M. Layer         | 0  | 0 | 0  | 0 |
| Y. Letard        | 8  | 0 | 1  | 0 |
| L. Lämmel        | 18 | 0 | 2  | 0 |
| M. Morys         | 32 | 9 | 12 | 0 |
| M. Onuoha        | 0  | 0 | 0  | 0 |
| A. Papadopoulos  | 12 | 0 | 5  | 0 |
| T. Rehfeldt      | 37 | 1 | 2  | 0 |
| M. Ristl         | 24 | 2 | 2  | 0 |
| M. Sarr          | 13 | 1 | 1  | 2 |
| L. Schnellbacher | 36 | 3 | 2  | 0 |
| C. Schoppenhauer | 17 | 1 | 5  | 0 |
| P. Schorr        | 26 | 1 | 3  | 0 |
| N. Sessa         | 30 | 6 | 8  | 0 |
| P. Slišković     | 16 | 6 | 2  | 0 |
| S. Traut         | 25 | 1 | 4  | 0 |
| M. Trianni       | 13 | 0 | 0  | 0 |
| N. Watanabe      | 0  | 0 | 0  | 0 |
| G. Wegkamp       | 5  | 0 | 0  | 0 |